# کریس آورام
کریس آورام (ایتالیایی: Chris Avram؛ ‏ ۲۸ اوت ۱۹۳۱ – ۱۰ ژانویهٔ ۱۹۸۹) یک بازیگر اهل رومانی بود.
از فیلم‌هایی که وی در آن نقش داشته‌است، می‌توان به امور خانوادگی، دانش‌آموز رفوزه به آقای مدیر چشمک زد، طاووس سیاه، شماره یک، کالیفرنیا، تایم تو لیو، بوم‌شناسی جنایت، امانوئل در بانکوک، نمایش هراس‌انگیز عجیب و غریب نیمه‌شب، بسیار لذت‌بخش، کاملاً مرده، وای خدای بزرگ، پاستوره اومد!، میلان می‌لرزد: پلیس به‌دنبال عدالت، قاتل نه صندلی رزرو کرد و تعقیب مرگبار اشاره کرد.